# Apomecyna minima
Apomecyna minima là một loài bọ cánh cứng trong họ Cerambycidae.